# Voskoesoe
De voskoesoe (Trichosurus vulpecula) is een buideldier uit de familie van de koeskoezen (Phalangeridae), dat voorkomt in Australië en Tasmanië. Ook is de voskoesoe ingevoerd op Nieuw-Zeeland, waar dit dier zeer veel voorkomt en een zeer ernstige bedreiging voor veel inheemse planten en dieren is.

## Uiterlijk
De voskoesoe heeft een lichaamslengte van 35 tot 58 cm en een staartlengte van 24 tot 40 cm. Het gewicht varieert van 2,4 tot 2,9 kg. Vrouwelijke dieren zijn kleiner en lichter dan de mannelijke dieren. De voskoesoe heeft grote ovale oren en een staart die eindigt in een zwarte pluim. De vacht is koperbruin tot grijs van kleur en was vroeger populair in de bontindustrie.

## Leefwijze
De voskoesoe is een behendige klimmer. Voedsel, dat bestaat uit bladeren en vruchten, wordt met de voorpoten vastgehouden tijdens het eten. De dag brengt de voskoesoe door in een holle boom, een grot of onder het dak van een gebouw. De voskoesoe leeft naast natuurlijk voedsel ook van afval en woont in menselijke nederzettingen. De voskoesoe paart een- of tweemaal per jaar. Meestal wordt na een draagtijd van zeventien dagen één jong geworpen, dat nog ongeveer vijf maanden in de buidel verblijft.
De voskoesoe leeft in de eerste plaats van bladeren (waaronder eucalyptusbladeren), maar eet ook wel vruchten en kleine dieren.

## Leefgebied
De voskoesoe is van oorsprong een bewoner van bosgebieden in grote delen van Australië. Ook is dit buideldier algemeen in en rondom menselijke nederzettingen. Zelfs in de parken van grote steden als Melbourne is de voskoesoe algemeen. De soort ontbreekt alleen in het uiterste noorden van het Kaap York-schiereiland in Queensland, het droge zuidwesten van Queensland, het droge noordwesten van New South Wales, het noorden van Zuid-Australië, het zuiden van het Noordelijk Territorium (hoewel er geïsoleerde populaties leven in het uiterste zuiden) en het oosten van West-Australië. In de staten Victoria en Tasmanië komt de voskoesoe zo goed als overal voor.
In 1840 werden bij Riverton de eerste voskoesoes in Nieuw-Zeeland uitgezet met als doel een bonthandel op te zetten. De aantallen namen toe en op verschillende andere locaties werd de soort uitgezet. De soort verspreidde zich rap en sinds de tweede helft van de twintigste eeuw leeft de voskoesoe in vrijwel geheel Nieuw-Zeeland, de hogere bergstreken uitgezonderd, en op Stewarteiland en de Chathameilanden.

## Ondersoorten

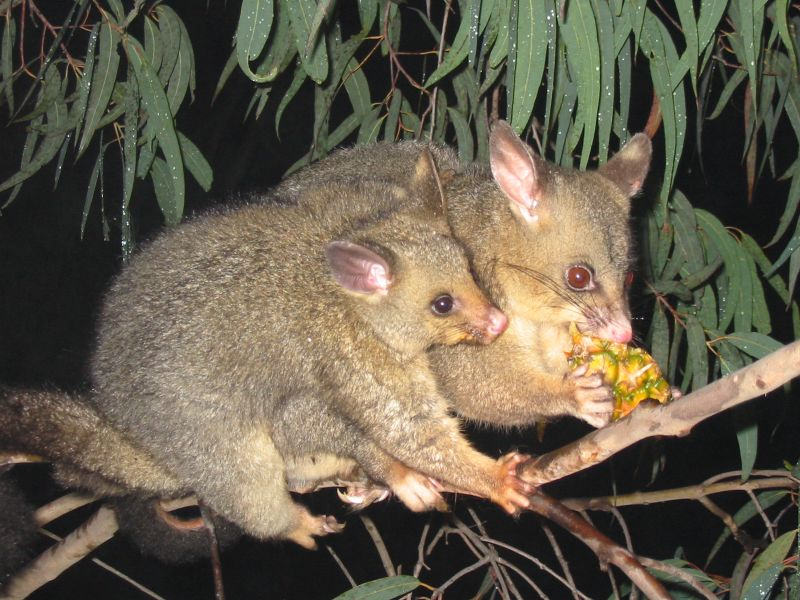
Twee voskoesoes

Er worden vijf ondersoorten onderscheiden:
- Trichosurus vulpecula vulpecula (Kerr, 1792) – komt voor in oostelijk en zuidelijk Australië.
- Trichosurus vulpecula arnhemensis (Arnhemvoskoesoe) (Collett, 1897) – komt voor in het Noordelijk Territorium en noordoostelijk West-Australië (Kimberley).
- Trichosurus vulpecula eburacensis (Lönnberg, 1916) – komt voor op het Kaap York-schiereiland.
- Trichosurus vulpecula fuliginosus (Ogilby, 1831) – komt voor op Tasmanië en eilanden in Straat Bass.
- Trichosurus vulpecula hypoleucos (Wagner, 1855) – komt voor in zuidwestelijk West-Australië.

De verwante soort Trichosurus johnstonii wordt soms als ondersoort gezien. De Arnhemvoskoesoe wordt soms als aparte soort gerekend.